# Déli nemzetek, nemzetiségek és népek (szövetségi állam)
A Déli nemzetek, nemzetiségek és népek (amhara: የደቡብ ብሔር ብሔረሰቦችና ሕዝቦች ክልል, átírva: Yädäbub Bḥer Bḥeräsäbočna Hzboč Kllə; angol: Southern Nations, Nationalities, and Peoples' Region -  SNNPR) egyike Etiópia szövetségi államainak, fővárosa Awassa.

## Elhelyezkedés
A szövetségi állam Etiópia déli részén fekszik, északnyugatól Gambela, északról és keletről Oromo szövetségi állam, délről Kenya, délnyugatról pedig Szudán határolja.

## Történet
1995-ben alakították ki a korábbi Gamu-Gofa, Kaffa és Sidamo tartományokból.

## Népesség
A Déli nemzetek, nemzetiségek és népek szövetségi állam népessége a 2007-es népszámlálási adatok alapján 15 042 531 fő, ebből 7 482 051 férfi (49,7%) és 7 560 480 nő (50,3%).
Az 1994-es népszámlálás idején 10 377 028 fő élt itt, tehát 13 év alatt évi átlagban 2,9%-kal növekedett a népesség.
A lakosság 10,3%-a, 1 545 710 fő városlakó, ez az egész országban itt a legalacsonyabb arány. A két önkormányzattal rendelkező várost (Addisz-Abeba, Dire Dawa) és a városi jellegű Harar szövetségi államot kivéve - itt a legmagasabb a épsűrűség Etiópiában.
Az állam soknemzetiségű terület, az Etiópiában számon tartott 85 belföldi nemzetiség közül 19 aránya éri el itt az 1%-ot. Ezek sorrendben a következők: szidamo (19,3%), welaita (10,7%), hadiya (8,0%), guragie (7,5%), gamo (7,0%), kefficho (5,4%), silte (5,4%), gedeo (4,9%), kembata (3,8%), dawro (3,3%), amhara (2,8%), goffa (2,4%), bench (2,3%), ari (1,9%), oromo (1,6%), konso (1,5%), alaba (1,4%), kore (1%), és me'enite (1%).
A vallási kép is sokszínű: a népesség 55,5%-a a protestáns, 19,9%-a az Etióp Ortodox Egyház tagja, 14,1% muszlim, míg 6,6% a törzsi vallások híve és 2,5% katolikus.

## Közigazgatás
A szövetségi állam 13 zónából és 9 különleges kerületből áll, melyek további 145 kerületet alkotnak. (zárójelben a kerületek száma 2007-ben).
- Guragie (15)
- Hadiya (11)
- Kembata (8)
- Szidamo (19)
- Gedeo (7)
- Welaita (13)
- Dél-Omo (8)
- Sheka (3)
- Kaffa (11)
- Gamo-Gofa (17)
- Bench-Maji (11)
- Dawro (5)
- Silti (8)
- Yem különleges kerület
- Amaro különleges kerület
- Burji különleges kerület
- Konso különleges kerület
- Derashe különleges kerület
- Basketo különleges kerület
- Konta különleges kerület
- Alaba különleges kerület
- Awassa különleges kerület

## Fordítás
Ez a szócikk részben vagy egészben  a   Southern Nations, Nationalities, and People's Region című angol Wikipédia-szócikk ezen változatának fordításán alapul.  Az eredeti cikk szerkesztőit annak laptörténete sorolja fel. Ez a jelzés csupán a megfogalmazás eredetét és a szerzői jogokat jelzi, nem szolgál a cikkben szereplő információk forrásmegjelöléseként.